# Кертісовий інститут музики
Кертісовий інститут музики (англ. Curtis Institute of Music) — одна з найпрестижніших консерваторій США. Розташований у Філадельфії.
Заснувала Інститут 1924 р. Мері-Луїза Кертіс-Бок (англ. Mary Louise Curtis Bok), дочка медіамагната Сайруса Кертіса, яка успадкувала його майно. Спочатку керування Інститутом узяв на себе близький друг сім'ї Боків, видатний піаніст Йосиф Гофман, 1927 р. офіційно ставши його директором. Серед перших викладачів Інституту були Карл Флеш, Карлос Сальседо, Ванда Ландовська, Леопольд Стоковський, Еміль Млинарський, Лія Любошиць. Надалі серед керівників Кертісового інституту були такі видатні музиканти, як Єфрем Цимбаліст і Рудольф Серкін.

## Відомі викладачі
- Емануель Фоєрманн — віолончель

## Відомі студенти та випускники
- Семюел Барбер — композитор
- Джуліус Бейкер — флейтист
- Леонард Бернстайн — композитор і диригент
- Джанкарло Менотті — композитор
- Соломія Івахів — скрипалька
- Ніно Рота — композитор
- Гнат Солженіцин — піаніст
- Хуан Дієго Флорес — оперний співак (тенор)
- Олександр Введенський — гобоїст
- Станіслав Чернишов — кларнетист